# Hrabstwo Pocahontas (Iowa)

Piramida wieku hrabstwa

Hrabstwo Pocahontas – hrabstwo położone w USA w stanie Iowa z siedzibą w mieście Pocahontas.

## Miasta i miejscowości
| - Fonda - Gilmore City - Havelock | - Laurens - Palmer | - Plover - Pocahontas | - Rolfe - Varina |

## Sąsiednie hrabstwa
- Hrabstwo Palo Alto
- Hrabstwo Humboldt
- Hrabstwo Webster
- Hrabstwo Calhoun
- Hrabstwo Buena Vista

## Drogi główne
- Iowa Highway 3
- Iowa Highway 4
- Iowa Highway 7
- Iowa Highway 10
- Iowa Highway 15